# Theristus arcticus
Theristus arcticus är en rundmaskart. Theristus arcticus ingår i släktet Theristus och familjen Monhysteridae. Inga underarter finns listade i Catalogue of Life.